# Bulbul pit-ratllat
El bulbul pit-ratllat (Hypsipetes siquijorensis) és una espècie d'ocell de la família dels picnonòtids (Pycnonotidae). És endèmic de les Filipines. Els seus hàbitats principals són els boscos tropicals i subtropicals de frondoses humits de les terres baixes i de l'estatge montà, les terres llaurades, les plantacions i les àrees forestals fortament degradades. El seu estat de conservació es considera de risc mínim.